# Ilnur Zakarin
Ilnur Azatovici Zakarin (în rusă : Ильнур Азатович Закарин - (n. 15 septembrie 1989, Naberejnîe Celnî, RSFS Rusă, URSS) este un ciclist rus care evoluează pentru echipa Katiușa.

## Cariera
În 2007, la 17 ani, a câștigat la juniori contratimpul la Campionatele Europene pe Șosea.

### Suspendarea pentru dopaj
În iulie 2009 federația rusă de ciclism a anunțat că Zakarin a fost suspendat pentru doi ani după ce a fost testat pozitiv pentru steroizi anabolizanți methandienone.

### Revenirea
După suspendare a revenit și a semnat un contract cu echipa continentală Itera-Katusha. În toamna anului 2012, a făcut parte ca stagiar din Team Katusha, dar nu a fost păstrat, în schimb a primit un contract cu echipa pro continentală RusVelo, pentru care a concurat în perioada 2013-2014.
În septembrie 2014, Team Katusha a anunțat că a semnat un contract pe doi ani cu Zakarin, începând din 2015. În aprilie 2015 Zakarin a terminat al nouălea la general în Turul Țării Bascilor. La începutul lunii mai 2015, Zakarin a obținut o victorie de prestigiu clasându-se pe primul loc la general în Turul Romandiei. El a realizat această victorie datorită unei bune performanțe în munți, terminând pe locul al doilea în etapa a 4-a, și un timp foarte bun în etapa de contratimp, ultima a turului, unde a terminat al doilea, chiar dacă la jumătatea etapei a trebuit să-și schimbe bicicleta din cauza unor probleme mecanice.

## Palmares
2007
locul 1 Campionatele Europene de Juniori - contratimp
2011
locul 10 General Turul Regiunii Friuli Venezia Giulia
2012
locul 1 GP Donețk
locul 1 General GP Adygeya
locul 1  Clasament puncte
locul 1 etapele 2 și 4
locul 4 General Tour Alsace
locul 1 etapa 5 (contratimp individual)
locul 8 Duo Normand
locul 9 General Girobio
locul 1 etapa 5
locul 1  Clasament puncte
locul 10 General GP Soci
2013
locul 1  Campionatul Național al Rusiei contratimp
locul 3 General GP Adygeya
locul 1 etapa 1 (contratimp individual)
locul 5 Duo Normand
2014
locul 1 Format:Cjersey General Turul Azerbaidjanului
locul 1 General GP Soci
locul 1 General GP Adygeya
locul 1 etapa 1 (contratimp individual)
locul 2 General Turul Sloveniei
locul 3 Gran Premio Bruno Beghelli
2015
locul 1  General Turul Romandiei
locul 1 etapa 11 Turul Italiei
locul 3 General Cursa Arctică a Norvegiei
locul 4 General Turul Ploniei
locul 9 General Turul Țării Bascilor
locul 10 General Turul San Luis
2016
locul 3 Turul Murciei
locul 3 General Paris-Nisa
locul 1 etapa 6
locul 4 General Turul Romandiei
locul 5 Liège–Bastogne–Liège
locul 7 Turul Cataluniei
locul 7 Turul Algarve
Clasări în Marile Tururi de-a lungul timpului
| Tur    | 2015 | 2016 |
| ------ | ---- | ---- |
| Italia | 44   | R    |
| Franța | -    | -    |
| Spania | -    | -    |

R = Retras; ID = În Desfășurare